# Bekelbach
Der Bekelbach ist ein orografisch rechtes Nebengewässer der Dalke in Nordrhein-Westfalen, Deutschland. Er hat eine Länge von 6,8 km.

## Flussverlauf
Der Bekelbach entsteht in rund 100 Metern Höhe innerhalb des Grünlandzuges Bekelheide im Südosten des Bielefelder Stadtteils Windflöte. Das Gewässer fließt in südwestliche Richtung ab und bildet unterhalb des Quellbereiches auf einem rund 150 Meter langen Teilstück die Grenze des weiter südlich befindlichen Naturschutzgebietes Hasselbachaue. Nachdem der Bekelbach die Gütersloher Stadtgrenze überschritten hat, erreicht er mit der Großen Wiese eine weitere als Naturschutzgebiet ausgewiesene Fläche und bildet innerhalb dieses rund 230 Hektar großen Feuchtwiesenkomplexes ein weit verzweigtes Grabensystem.
Nach dem Verlassen der Schutzfläche mündet das Gewässer, knapp auf dem Gebiet der Stadt Verl, auf Höhe der Wassermühle Ruthmann rechtsseitig in die Dalke. Der Bekelbach überwindet während seiner Fließstrecke einen Höhenunterschied von 16 Metern, somit ergibt sich ein mittleres Sohlgefälle von 2,4 ‰.

## Etymologie
Sowohl der Bekelbach als auch die von ihm durchflossene Bekelheide beziehen ihren Namen von der Hofstelle Bekel, über die der Gewässerlauf auf Windflöter Gebiet führt. Unter der Bezeichnung "Beckel" wurde die Hofstelle bereits in der Mitte des 12.
Jahrhunderts erwähnt und gehörte damit zu den  ältesten und größten Höfen der späteren Gemeinde Senne I.